# Manuscrito ilustrado

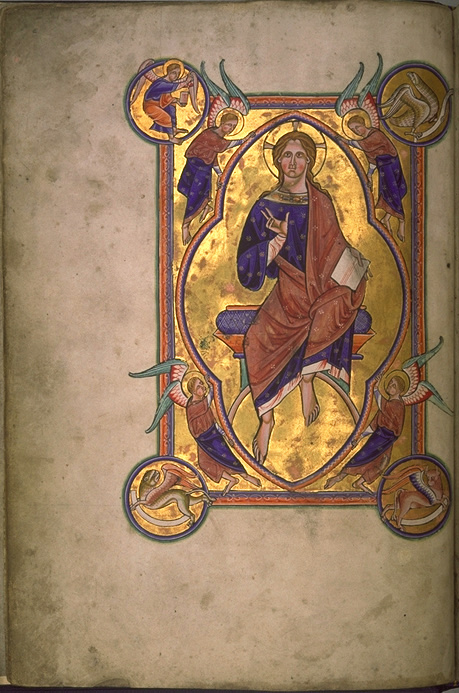
Según la definición estricta, solo los manuscritos decorados con oro o plata, como esta miniatura de Cristo en Majestad del Bestiario de Aberdeen (folio 4v), podrían denominarse iluminados.

Un manuscrito ilustrado o manuscrito iluminado es un manuscrito en el que el texto es complementado con la adición de decoración, tal como letras capitales decoradas, bordes y miniaturas. En la definición más estricta del término, un manuscrito ilustrado es únicamente aquel que ha sido decorado con oro o plata. Sin embargo, el concepto abarca ahora a cualquier manuscrito con ilustraciones o decoración de las tradiciones occidentales e islámicas.

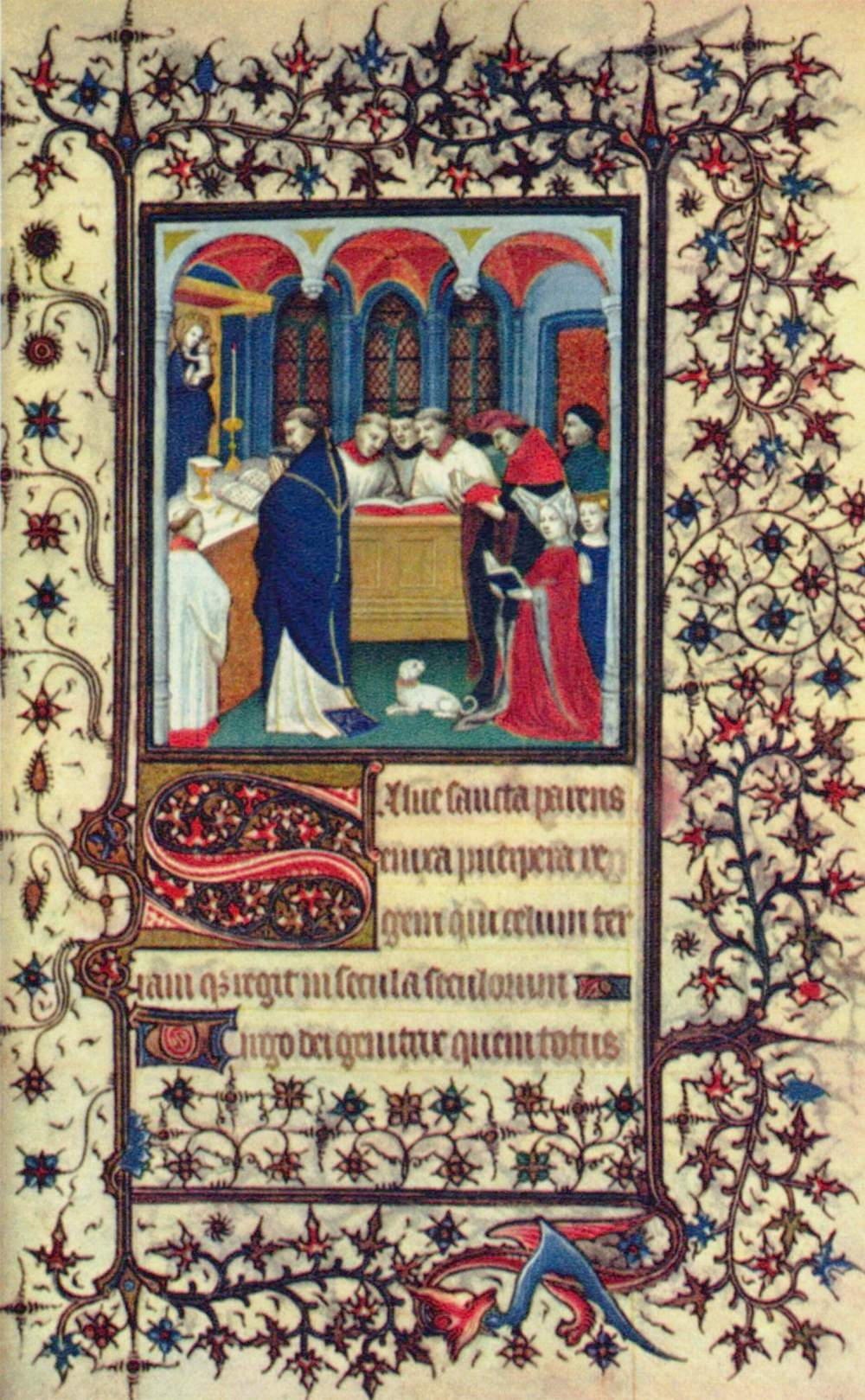
La decoración de esta página de un Libro de Horas francés incluye una miniatura, letras capitales decoradas y bordes.

Los manuscritos ilustrados más antiguos que aún perduran son del período 400-600 d. C., elaborados principalmente en Irlanda, Italia, España y otros lugares del continente europeo.

## Orígenes
La importancia de estas obras no solo está en su valor artístico e histórico, sino también en el mantenimiento del complicado alfabetismo medieval. De no haber sido por los escritos de la Antigüedad tardía, el contenido entero heredado de la literatura occidental, de Grecia y Roma, habría desaparecido. La existencia de los manuscritos ilustrados como una forma de dar importancia y conmemoración a los documentos antiguos pudo haber sido, en gran parte, una necesidad de preservación en una época en la que las hordas bárbaras habían arrasado la Europa continental.

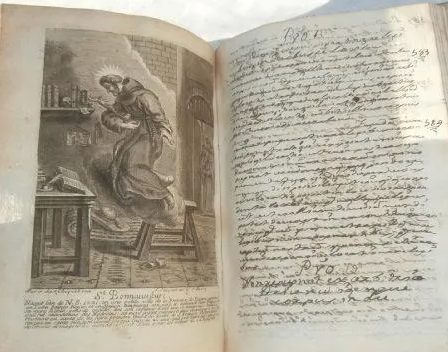
Manuscrito ilustrado con xilografía en el

La mayoría de los manuscritos sobrevivientes son de la Edad Media, aunque también sobrevivieron muchos manuscritos ilustrados del renacentista siglo XVI, y un número muy limitado de la Antigüedad tardía. La mayoría de estos manuscritos son de carácter religioso. Sin embargo, especialmente del siglo XIII en adelante, fueron incrementándose cada siglo los textos ilustrados. La mayoría de ellos fueron creados a la manera de los códices, aunque muchos se concibieron enrollados o no pasaron de simples pliegos. Algunos fragmentos de manuscritos ilustrados perduraron en papiro. La mayoría de los manuscritos medievales, ilustrados o no, fueron escritos sobre pergamino, aunque los manuscritos ilustrados suficientemente importantes fueron escritos sobre los de mejor calidad, llamados vitelas. Estas eran pergaminos elaborados con piel de becerros nacidos muertos (no natos) o recién nacidos, aunque a veces otros pergaminos de alta calidad de otras pieles también fueron llamados con este término. A principios de la Baja Edad Media los manuscritos comenzaron a ser elaborados en papel. Los primeros libros impresos fueron a veces confeccionados dejando espacios para miniaturas, o letras capitales decoradas, o decoraciones en el margen, pero la introducción de la imprenta contribuyó al rápido declive de la ilustración. Los manuscritos ilustrados continuaron produciéndose a principios del siglo XVI, pero en cantidades mucho más reducidas, sobre todo para los más pudientes. 
Los manuscritos ilustrados son los textos sobrevivientes más comunes de la Edad Media. Ellos son también los mejores ejemplares sobrevivientes de pintura, y los mejores preservados. De hecho, en muchos lugares y por mucho tiempo, fueron los únicos ejemplos de pintura que perduran.

## Técnicas
La ilustración era un complejo y frecuentemente costoso proceso. Estaba usualmente reservada para libros especiales: una Biblia de altar, por ejemplo. La gente rica a menudo tenía "Libros de Horas" ilustrados, que contenían plegarias apropiadas para distintos momentos del día litúrgico.
A principios de la Edad Media, la mayoría de los libros fueron elaborados en monasterios, para uso propio o para regalo. Sin embargo, el comercio de los textos comenzó a crecer en las grandes ciudades, especialmente en París, Italia y los Países Bajos, y hacia finales del siglo XIV había una significativa industria que producía estos manuscritos, con detalles de la heráldica del comprador, etcétera. Hacia el final de este período, muchos de los manuscritos ilustrados eran pintados por mujeres, principalmente en París.

### Texto
En la elaboración de un manuscrito ilustrado, el texto solía ser escrito primero. Las hojas de pergamino o vitela eran cortadas en el tamaño que el autor consideraba apropiado. Después de que la configuración general de la página fuera planeada (por ejemplo: letra capital, bordes, etcétera), la página era tenuamente marcada con una varilla puntiaguda, y el amanuense comenzaba a trabajar con tinta y una pluma o plumín. La caligrafía dependía siempre de los gustos y costumbres locales.

### Clasificaciones
Los historiadores del arte clasifican los manuscritos iluminados por períodos históricos y tipos, incluyendo (pero no limitado a): Antiguo tardío, Insular, manuscritos carolingios, manuscritos otonianos, manuscritos románicos, manuscritos góticos, y manuscritos renacentistas. Hay pocos ejemplos de períodos más recientes. En el primer milenio, la mayoría fueron Evangelios. El período románico vio la creación de muchas enormes Biblias –en Suecia, una requirió tres bibliotecarios para levantarla. Muchos libros de salmos también fueron profusamente ornamentados en los períodos anteriores y en el período gótico. Finalmente, el Libro de Horas, muy comúnmente el libro devoto personal de los más adinerados, fueron a menudo ilustrados en el período gótico. Otros libros, litúrgicos o no, continuaron siendo ilustrados en todos los períodos. El mundo bizantino también continuó produciendo manuscritos en este estilo, versiones que se expandieron a regiones orientales cristianas y ortodoxas.
En el período gótico se aprecia un incremento en la producción, y también vio muchas obras centenarias tales como crónicas y obras de literatura ilustrada. La gente rica comenzó a promover sus propias bibliotecas; por ejemplo, Felipe II de Borgoña, Duque de Borgoña, probablemente tenía la biblioteca personal más grande de su época, durante el siglo XV (se estima que poseía alrededor de seiscientos manuscritos ilustrados, mientras que un reducido número de sus amigos tenía solo varias docenas).

### Imágenes

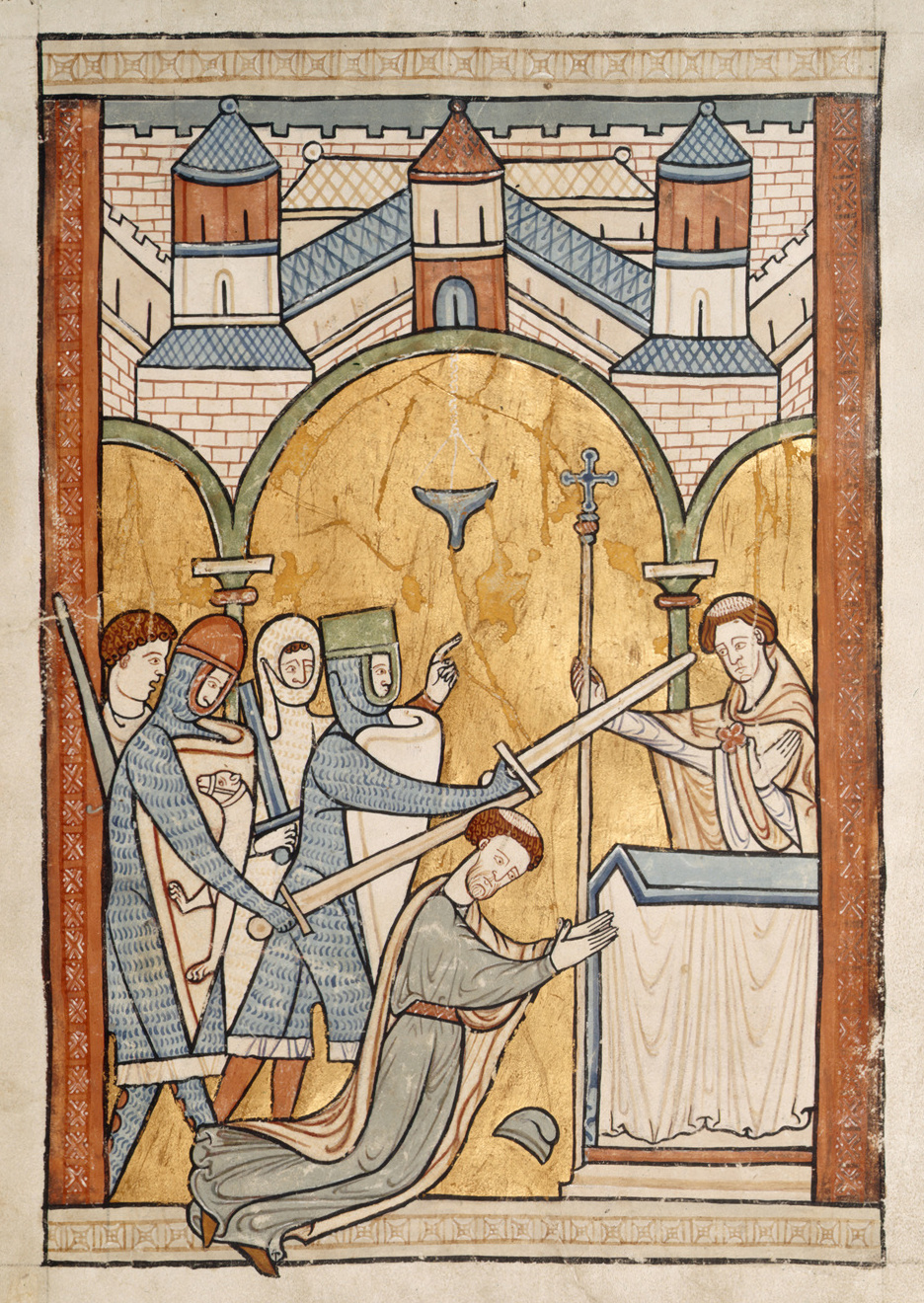
Un manuscrito ilustrado del, el más antiguo dibujo conocido del asesinato de Tomás Becket.

Cuando el texto estaba completo, el ilustrador se ponía manos a la obra. Diseños complejos eran planeados, probablemente sobre tablas de cera, que eran los cuadernos de bosquejos de la época. El diseño era entonces trazado o dibujado sobre vitela (posiblemente con la ayuda de alfileres u otras marcas, como en el caso de los Evangelios de Lindisfarne). Muchos manuscritos incompletos supervivientes de la mayoría de los períodos dan una idea de cuáles eran los métodos que se usaban para elaborarlos.
En otros tiempos, la mayor parte de los manuscritos no tenían imágenes. A principios de la Edad Media, los manuscritos tendían a ser libros con numerosas ilustraciones, o manuscritos para estudiosos, con la mayor parte de sus iniciales decoradas. En el período Románico había muchos manuscritos decorados y con iniciales historiadas, y manuscritos esencialmente para estudio que a menudo contenían algunas imágenes, pero raramente en color. Esta tendencia se intensificó en el período gótico, cuando la mayoría de los manuscritos tenían al menos algunas decoraciones, y una proporción mucho más grande tenía imágenes de algún tipo. Los libros del período gótico en particular tenían muchos bordes elaboradamente decorados; una página gótica debía contener importantes zonas y tipos de decoración: una miniatura en el enmarcado, una inicial historiada comenzando un pasaje del texto y un fino enmarcado. A menudo distintos artistas trabajaban en diversas partes de la decoración de un mismo libro.

### Pinturas
La paleta del artista medieval era sorprendentemente amplia:
| Color    | Fuente(s) |
| -------- | --- |
| Rojo     | Sulfuro de mercurio(II) (HgS), usualmente llamado cinabrio o bermellón, en su forma mineral natural o sintetizado; Tetróxido de Plomo, llamado "minio" (Pb3O4); colores hechos a base de insectos tales como cochinilla, laca, etcétera; ferrín Óxido de Hierro (Fe2O3) |
| Amarillo | Colores hechos a base de plantas, tales como reseda, Curcuma longa o azafrán; colores amarillo tierra (ocre); oropimente, trisulfuro de Arsénico, (As2S3). |
| Verde    | Compuestos a base de plantas tales como bayas de frangula; compuestos de cobre tales como cardenillo (también conocido como verdigris) y malaquita. |
| Azul     | Azul marino (hecho del mineral lapislázuli); azurita; sustancias hechas a base de plantas tales como añil. |
| Blanco   | Plomo blanco (también llamado "escama blanca", carbonato de Plomo (PbCO3)); tiza. |
| Negro    | Carbono, de fuentes tales como hollín, carbón vegetal, huesos o marfil quemado. |
| Dorado   | Oro, en forma de láminas (extremadamente finas) o pulverizado y esparcido en goma arábiga o huevo (llamado "oro de caracola"). |
| Plateado | Plata, también en forma de láminas o pulverizado, así como con el oro; láminas de estaño. |

## El papel de la mujer en la ilustración de manuscritos
Aunque tradicionalmente la ilustración de manuscritos siempre se ha vinculado de forma exclusiva con los hombres encomendados a esta labor, hallazgos más recientes han sacado a la luz que, tras los muros de los conventos, fueron muchas las mujeres que dedicaron su vida al estudio y a los libros iluminados. Al igual que en el caso de muchos monjes que tomaron partida en la creación de estos trabajos, sus nombres se perdieron aunque en algunos casos la identidad de estas mujeres han perdurado hasta nuestros días, permitiéndonos así conocer el gran alcance y la importancia que tuvieron en la producción medieval de manuscritos

### Claricia

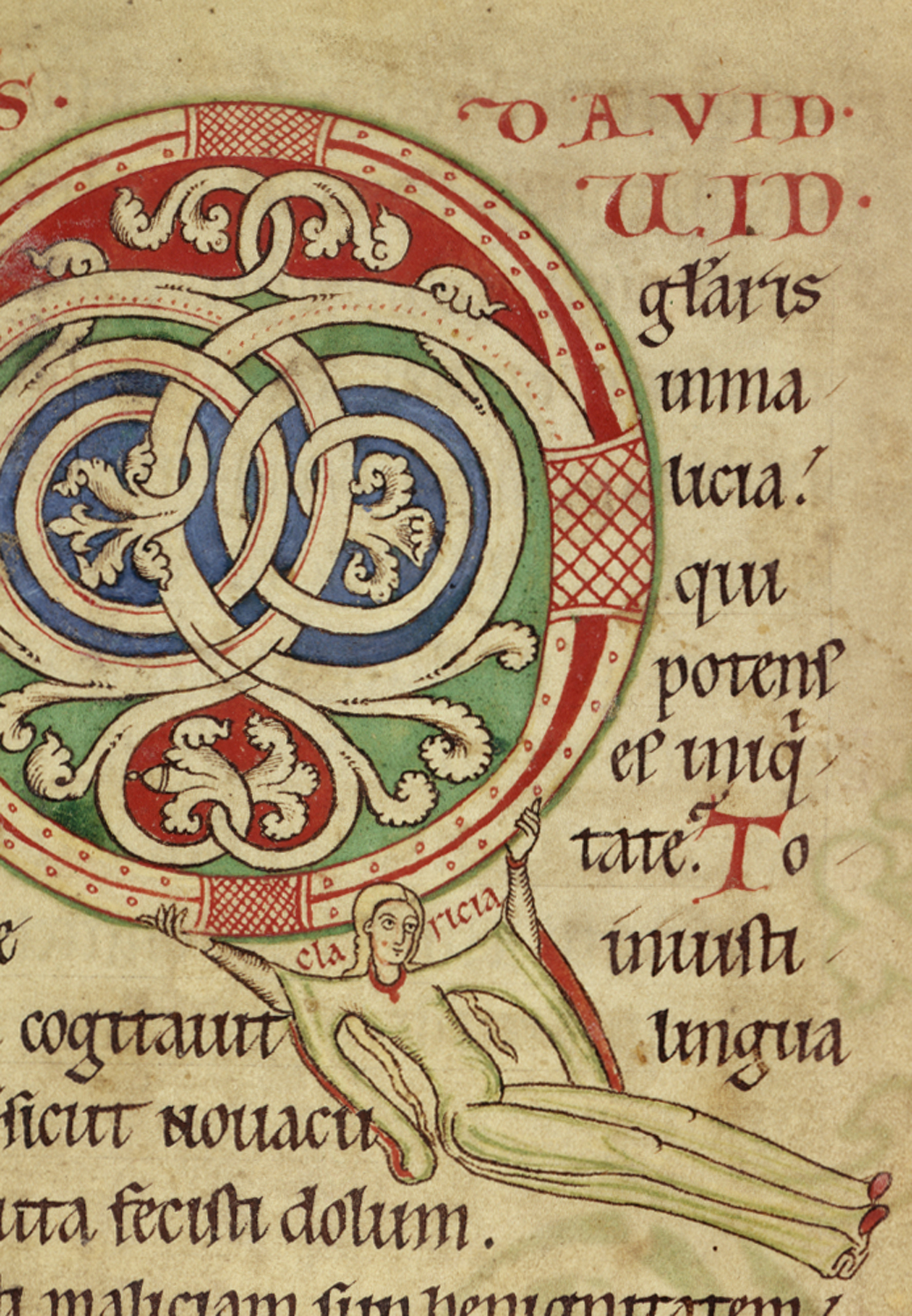
Claricia colgada de la letra Q en el "Salterio de Claricia"

En un tiempo en que el artista estaba al servicio de Dios, sin fama ni reconocimiento, esta ilustradora de libros miniados se autorretrataba en la inicial de la letra Q en un salterio producido alrededor del año 1200 en Alemania. En su autorretrato se representó de manera muy divertida, columpiándose colgada de la propia letra Q, teniendo su propio nombre escrito sobre los hombros. 
Este trabajo fue descubierto por las estudiosas feministas de la literatura y el arte medieval y se llegó a la conclusión, por la vestimenta que lleva en la ilustración y su cabello al descubierto, que probablemente Claricia era una estudiante laica de la Abadía de San Ulrico y Santa Afra en Augsburgo (Alemania). Aunque realmente existe gran controversia alrededor de esta teoría y del rol que ejercía, algunas entendidas, como Miner, creen que posiblemente Claricia era una mujer laica de alto rango, y otras, por su parte, rechazan esta hipótesis.
En la actualidad esta obra, renombrada como el “Salterio de Claricia”, se encuentra expuesta en el Museo de Arte de Baltimore, en Estados Unidos, lugar donde Claricia deja grabado su nombre para la historia.

### Jeanne Montbaston

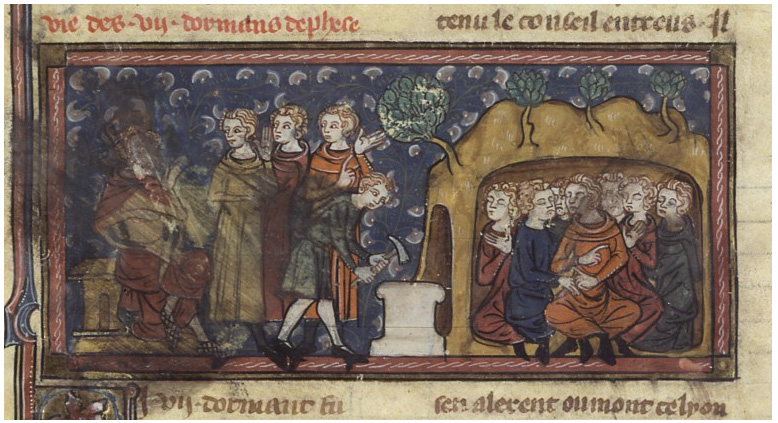
Ilustración realizada por Jeanne Montbaston y su marido Richard

Jeanne Montbaston fue, junto a su marido Richard, una librera e ilustradora que residió frente a la catedral de París entre 1338 y 1353, año en el que Richard falleció. Sin embargo, hasta este suceso, solo se le atribuían manuscritos a Richard, a pesar de que, en ellos se aprecia la intervención de una segunda persona vinculada a él en la estética e iconografía.
Richard y Jeanne iluminaron cerca de 50 manuscritos, donde se destaca en papel de Jeanne iluminando exclusivamente 5 de las 19 copias del Roman de la Rose (uno de los cinco es conservado por la BNE). Además, en uno de los manuscritos se pueden apreciar dos parejas de retratos en los que encontramos a un hombre y una mujer realizando tareas de ilustración (como pueden ser el moler colores o escribir en un pergamino), lo que podría ser una representación del día a día en el taller del matrimonio; este mismo ejemplar destaca por la abundancia de sus “bas-de-page” (pies de página), realizados por Jeanne.
Tras el fallecimiento de su marido, Jeanne realizó un juramento (que los artesanos de libros parisinos se veían obligados a ejecutar) para poder ejercer el oficio en la ciudad. En este, Jeanne se describe como “illuminatrix libri jurata universitatis” (iluminadora jurada de libros para la universidad). Ejerció la profesión durante los años siguientes hasta que, en el año 1368, en una lista de libreros de la universidad parisina, dejó de constar su nombre.

### Herlinda, Reinula de Maasryck y Ende

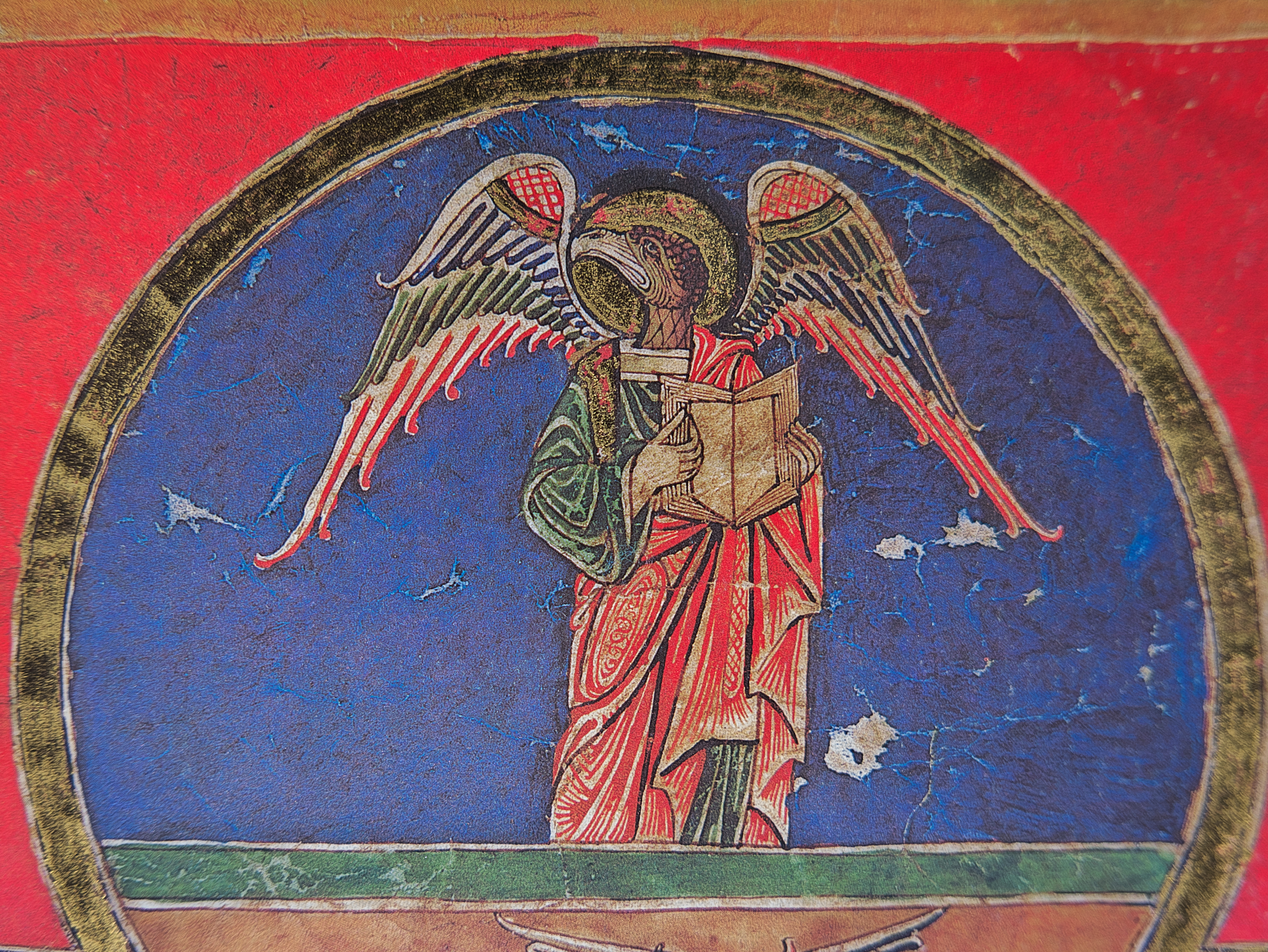
San Juan con su Evangelio, fragmento de un folio iluminado por Ende

Son las mujeres iluminadoras más antiguas a las que se les hace referencia en monasterios de los siglos VII y VIII, sin embargo Ende fue el primer testimonio en la historia del arte europeo como creadora de una obra artística. Hay dudas sobre si era una monja o noble, pero se sabe que vivió en Hispania en el siglo X. 
Según John Williams, el mayor experto en la miniatura medieval  española, Ende pudo ser una mujer de la nobleza local como ya se ha mencionado anteriormente, tal vez de León, o una viuda sin herederos que decidió dedicarse al oficio en un monasterio como artista y patrocinadora, así que tenía acceso al scriptorium o lugar donde se hacían las copias de los códices (seguramente un lugar luminoso y amplio), por lo que cedería a Tábara los medios necesarios para su creación: pan de oro, pan de plata, pigmentos disolventes, goma, pinceles, compás, pluma, reglas, etc. En esta obra se comenta el Libro del Apocalipsis debido a que el Abad Dominicus creía en el advenimiento del Juicio Final, durante su estancia en el monasterio mixto de San Salvador de Tábara, uno de los más importantes del Reino de León, donde se describe a sí misma como pintora y servidora de Dios donde sus tareas principales serían las de preservar la cultura traduciendo, copiando o estudiando griego y latín, además de crear composiciones musicales y códices ilustrados como el mencionado ya antes. 
Algo excepcional de la rúbrica de Ende no es su autoría en sí que aparece registrada, sino que su nombre aparece en caracteres de mayor tamaño que los del maestro Emeritus, además de ganarse la admiración de los expertos por su fuerza expresiva, el uso del color y de las formas que enlaza directamente con la tradición andalusí 
Una de sus obras más interesantes es la de la “Crucifixión” que cuenta con elementos que en un futuro aparecerán en el románico, trabajo donde la monja mostró su gran talento como miniaturista, la única de la época con la que contamos con ejemplos, y con la que Ende se convirtió en la primera ilustradora documentada en la Europa Occidental.
Pero sin duda alguna, una de sus obras con mayor repercusión fue el Beato de Gerona del año 975 d. C. que contiene el Comentario al Apocalipsis compilado por el monje Beato de Liébana en el 786 y ubicado en la catedral de Gerona.
La iluminación ilustra las visiones de Juan en el libro del Apocalipsis con un estilo mozárabe. Su obra es de gran importancia puesto que fue la primera mujer en colocar su firma en el colofón del libro, y se encuentra justo después del Abad Dominicus, que era el patrocinador de la obra. Con ello aparte de revelar a las generaciones futuras de su presencia en la obra al mismo tiempo dejaba una autobiografía. Ese texto se traduce como La pintora que ayudaba a Dios con su talento.
Los especialistas han tratado de ahondar sin éxito alguno en la personalidad de tal artista la cual brilló en la oscura Edad Media, donde el conocimiento se refugiaba en monasterios e iglesias y estaba solo al alcance de unos cuantos privilegiados. Hoy en día se conservan 24 copias de sus ilustraciones.

### Anastasia de París
Fue una mujer parisina que vivió a finales del siglo XIV e inicios del siglo XV, durante la guerra de los cien años entre Francia e Inglaterra, y destaca por ser la autora de las decoraciones que contienen las páginas del libro La Ciudad de las Damas, de la escritora Christine de Pisan, autora que se refirió a Anastasia como la mejor iluminadora parisina del momento.
Lo poco que se conoce de Anastasia es precisamente por las alabanzas y menciones de Christine, para la que trabajó varias veces y con la que quiso compartir su fama. Fue gracias a este reconocimiento de Christine, que esta iluminadora pudo pasar a la historia. Anastasia es la responsable de los ornamentos florales del libro, visibles en las iniciales y marcos, aunque también se la atribuyen los fondos coloreados de las miniaturas.
Las miniaturas de “La Ciudad de las Damas” muestran la construcción de una ciudad por mujeres históricas con la intención de la autora de defender el papel de la mujer.
Menciones a Anastasia por parte de Christine fueron:
“Conozco a una mujer llamada Anastasia que, por sus trabajos en los bordes y miniaturas, no se puede encontrar a otro artesano en París - donde están los mejores del mundo- que pueda superarla”.
“La mejor iluminadora del París del siglo XIV”.
“La gente no puede dejar de hablar de ella y lo sé por experiencia, porque ella ha realizado varios trabajos para mí, que destacan sobre los bordes ornamentales de los grandes maestros”.

### Hitda de Meschede

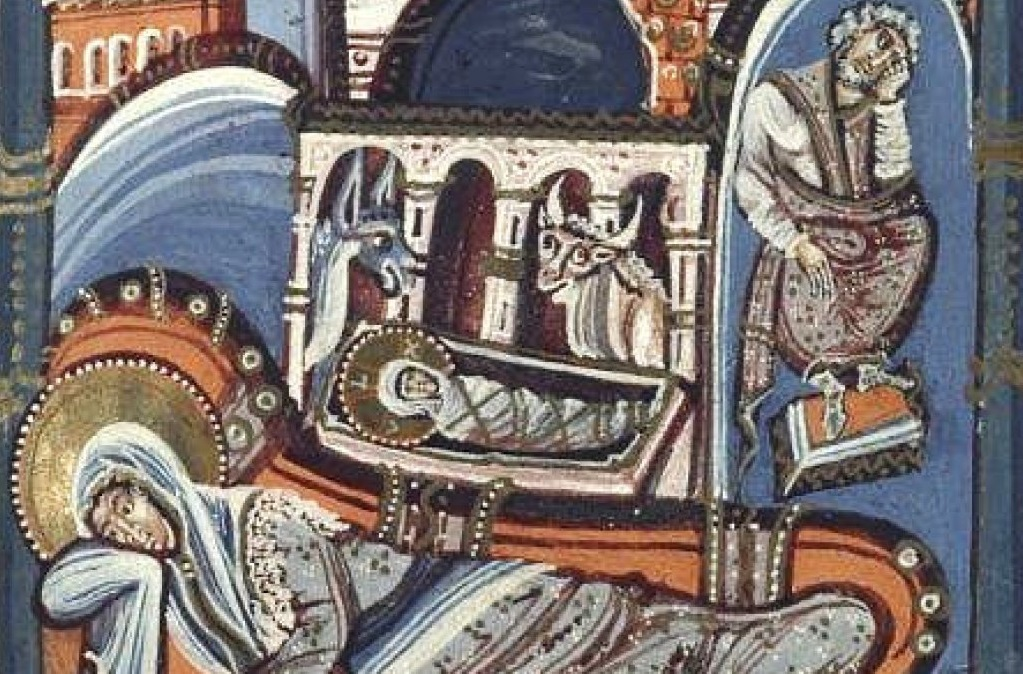
Ilustración realizada a cargo de Hitda

Hitda de Meschede fue una abadesa ilustradora de manuscritos, originaria de la región de Colonia, que vivió a finales del siglo X y principios del XI. Es reconocida por ilustrar códices y evangelios, como Los evangelios de Hitda o el Codex Hitda, apreciado por ser muestra del arte otoniano medieval. En la imagen de la izquierda se puede apreciar una de estas ornamentaciones, pertenecientes al evangelio de San Marcos, en el Codex Hitda. Este manuscrito fue mandado por el arzobispo Gero de Colonia. Decorado con cerca de 58 miniaturas de escenas bíblicas, destaca en una de ellas que aparece su autorretrato, ofreciendo su obra a Santa Walburga. 

### Guda

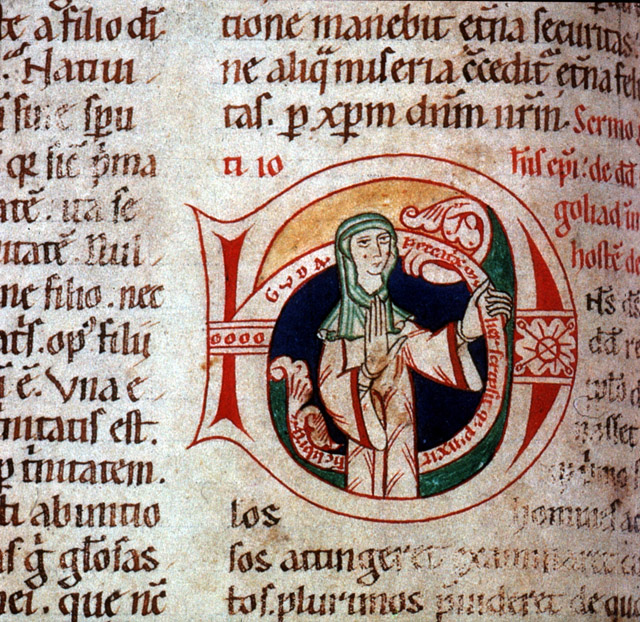
Guda autorretratándose a sí misma en un manuscrito iluminado

Guda de Westfalia fue una monja e ilustradora alemana del siglo XII en el monasterio de Rupertsberg fundado en 1147, se sabe acerca de su obra ya que, dentro de  la Homilía Evangelia de San Bartolomé, realizó en la letra D un autorretrato suyo y lo firmó con Peccatrix mulier, scripsit et pinxit hunc librum, es decir, "Guda, mujer pecadora, escribió y pintó este libro" en el que la propia autora alemana nos habla acerca de su autoría, pudiendo haber más mujeres ilustradoras que o bien firmaron con nombre de varón, o bien permanecieron en el anonimato.

### Sibylla von Bondorf

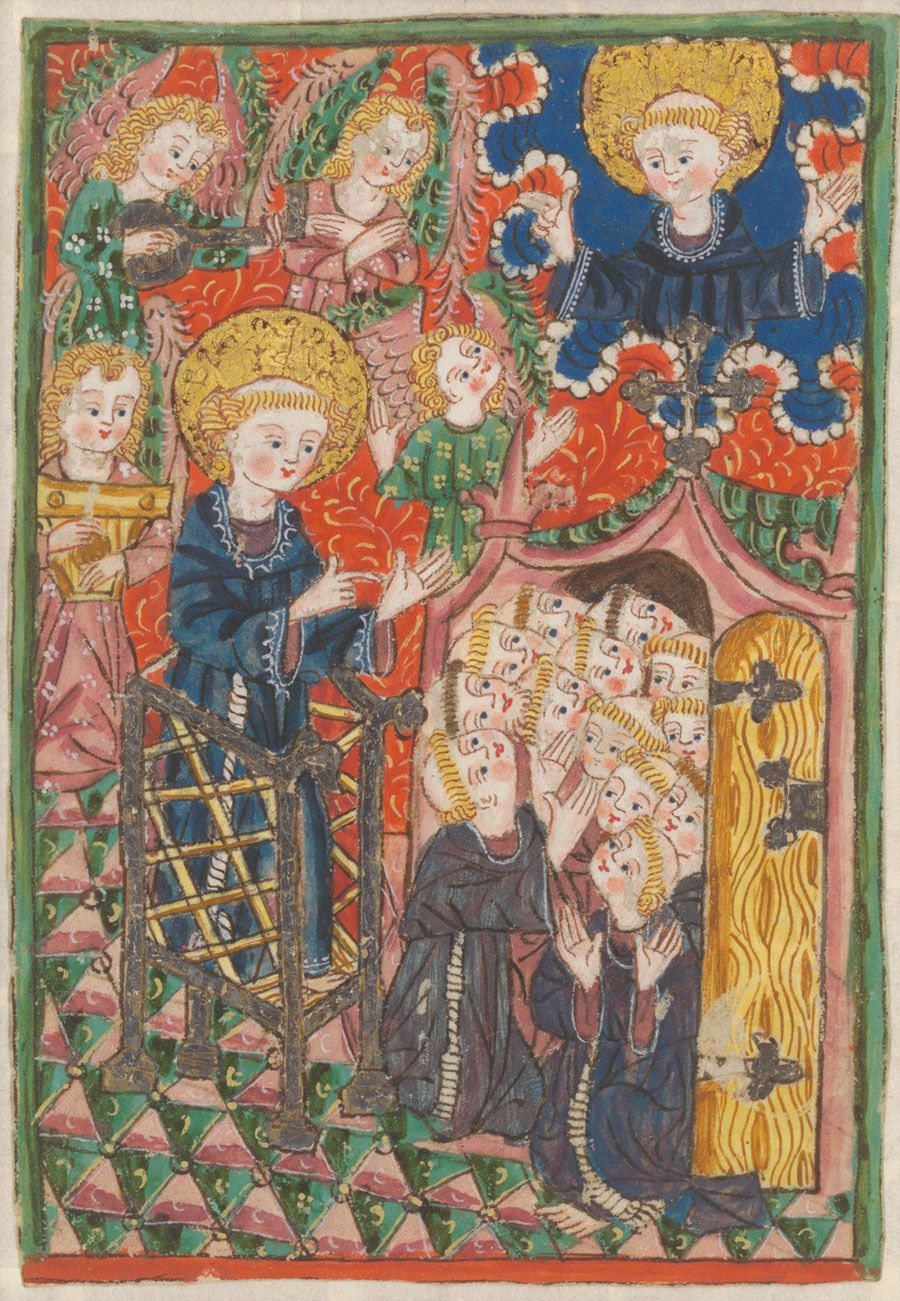
Sibylla von Bondorf, del manuscrito iluminado de La Historia de San Francisco

Sybilla von Bondorf fue una figura destacada en el campo de los manuscritos iluminados medievales. Fue una ilustradora de manuscritos activa en el monasterio alemán de Hornburg, del siglo XII. Su aportación más destacada fue la creación de ilustraciones y decoraciones en los manuscritos religiosos y litúrgicos de su época. Sus obras se caracterizan por miniaturas coloridas y detalladas sobre texto escrito a mano, lo que aumenta el valor artístico y espiritual de este arte. 
Ella además también es reconocida por su gran habilidad y la artesanía de las ilustraciones de sus manuscritos. La supervivencia de su trabajo a lo largo de los siglos es gracias a la importancia de la producción de estos manuscritos iluminados durante la Edad Media. Su legado en el campo de la ilustración manuscrita es una parte valiosa de la rica tradición artística y cultural de la Edad Media.

### B78
Este es un caso curioso ya que no se conoce la identidad de la mujer ni ninguna obra que se le pueda atribuir sino que fue descubierta tras una excavación llevada a cabo por unos científicos en un pequeño monasterio de Dalheim, Alemania.
En 2014 los investigadores hallaron los restos de una mujer que vivió entre los siglos XI y XIII, la cual presentaba un tinte azul en el sarro de su dentadura. Este hallazgo inédito desconcertó a los investigadores que terminaron asumiendo que la mujer pudo haber sido una monja copista. El motivo que dan para explicar la presencia de este tinte fabricado a base de lapislázuli en los dientes es que chupaba el pincel mientras iluminaba manuscritos, tal y como se hacía en el medievo. Lamentablemente no se conocen más detalles sobre B78 al no haber quedado constancia escrita alguna sobre ella por lo que se abren varias incógnitas como la procedencia de un pigmento tan inaccesible en esa época como es el lapislázuli y como llegó a un lugar tan remoto de Alemania.
Este hallazgo tuvo un gran impacto a nivel mundial ya que supuso la evidencia irrefutable de que las mujeres mantuvieron un papel muy activo en este arte en zonas geográficas muy extensas viéndose así que no se trataban de simples casos aislados.

## Galería

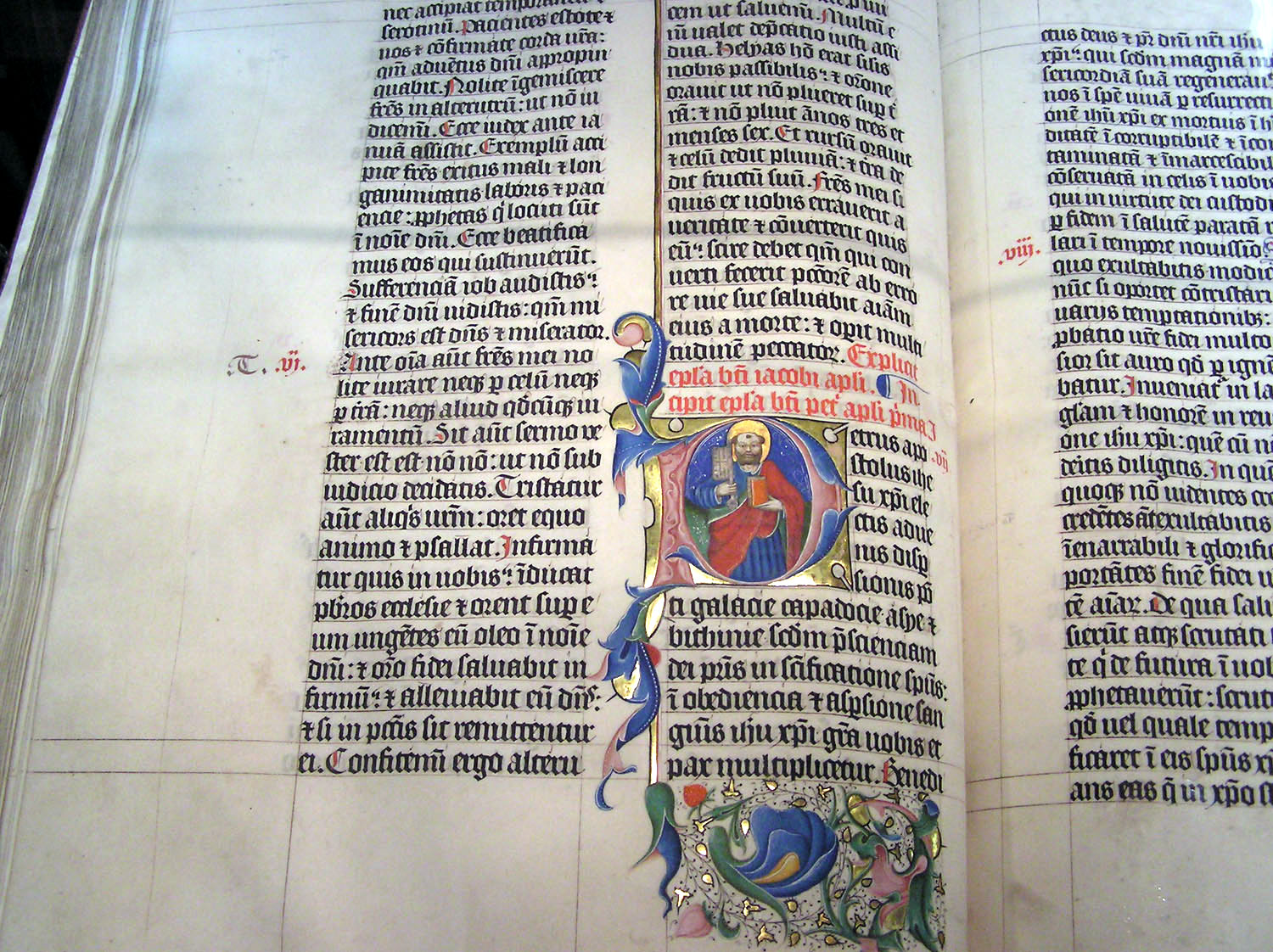
Una letra capital P en una Biblia ilustrada de 1407 en Inglaterra.
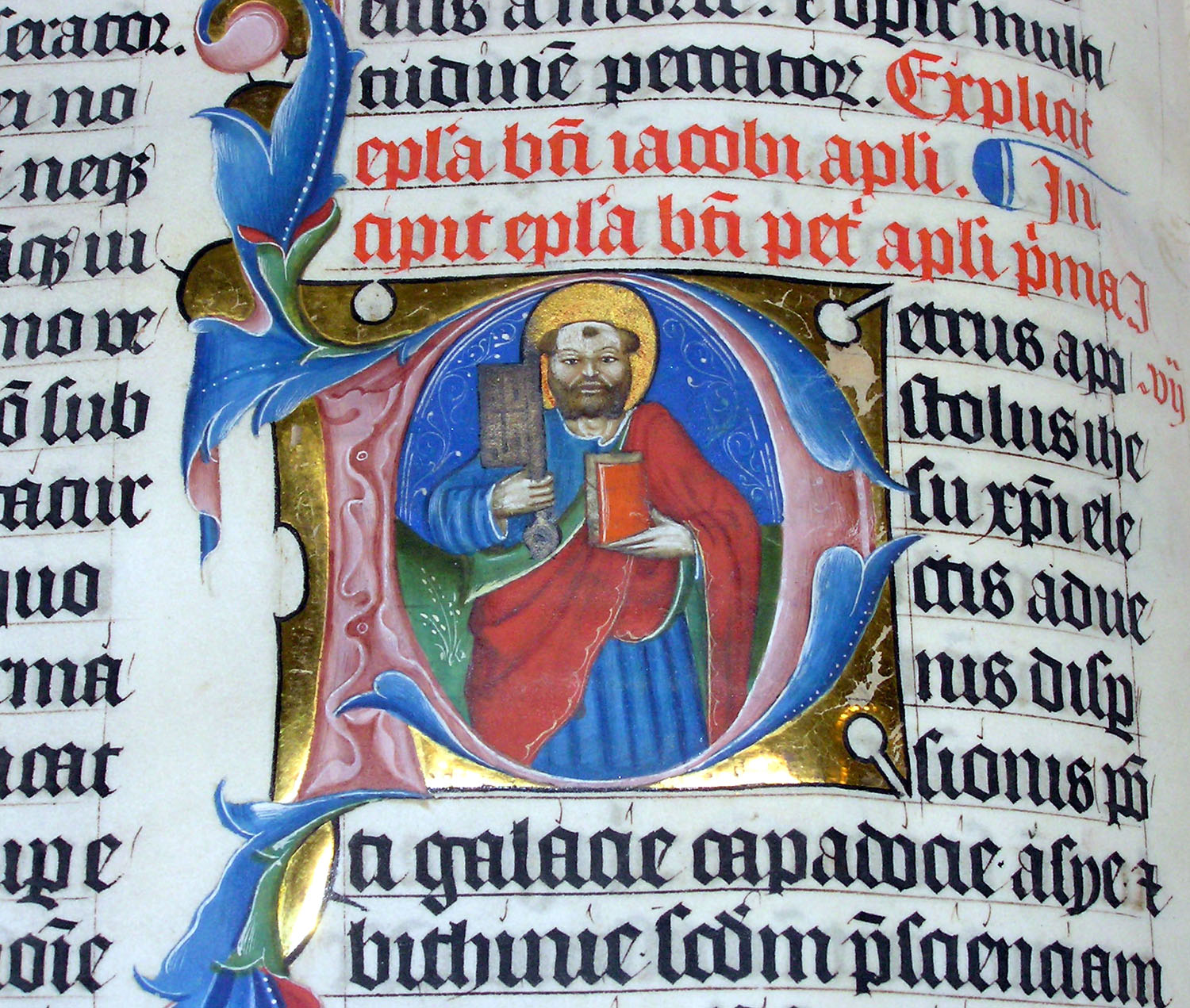
Un primer plano de la P ilustrada en la Biblia. La fuente es conocida como letra gótica.
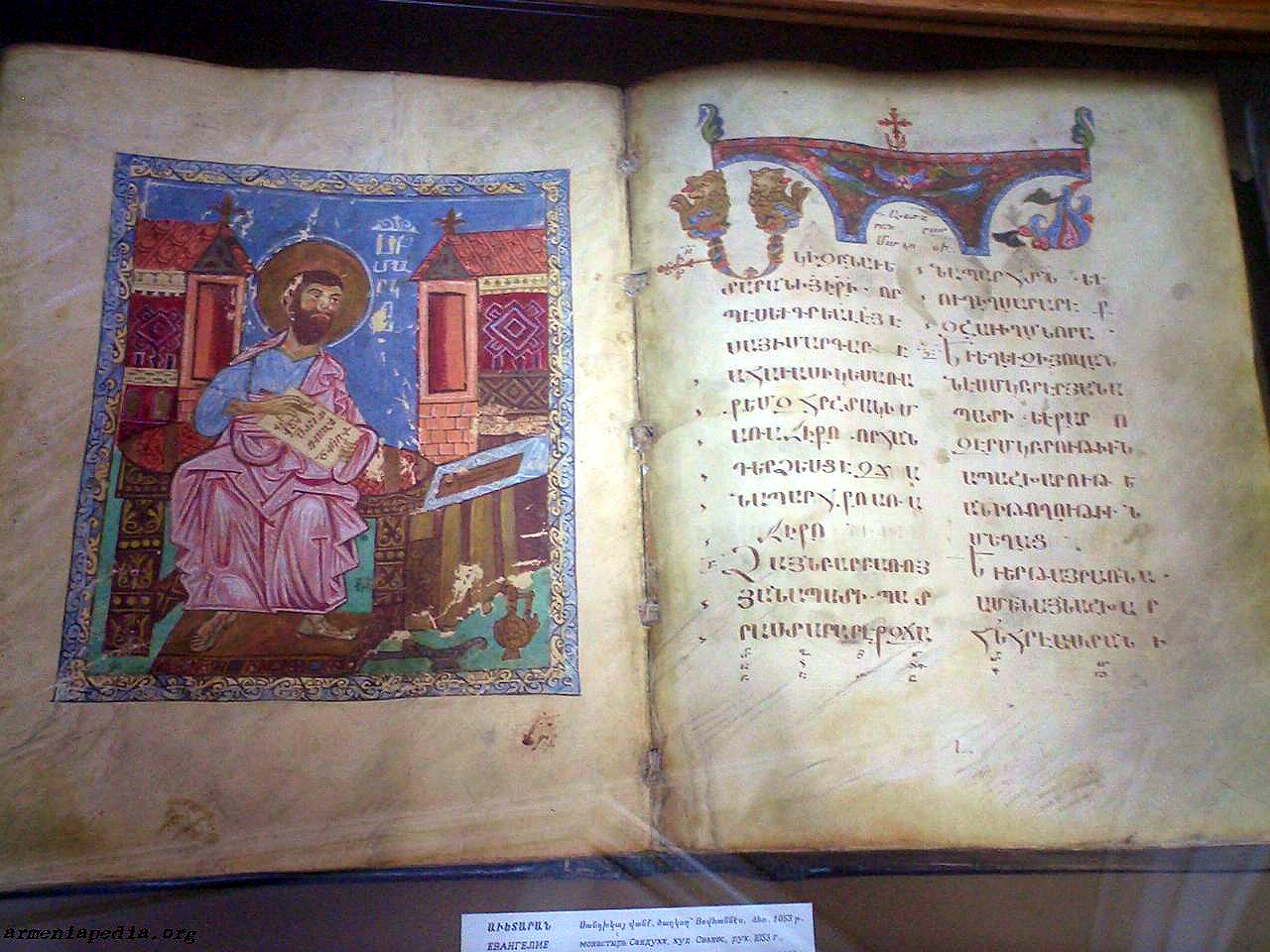
Manuscrito armenio de 1053. Obra de Johannes.
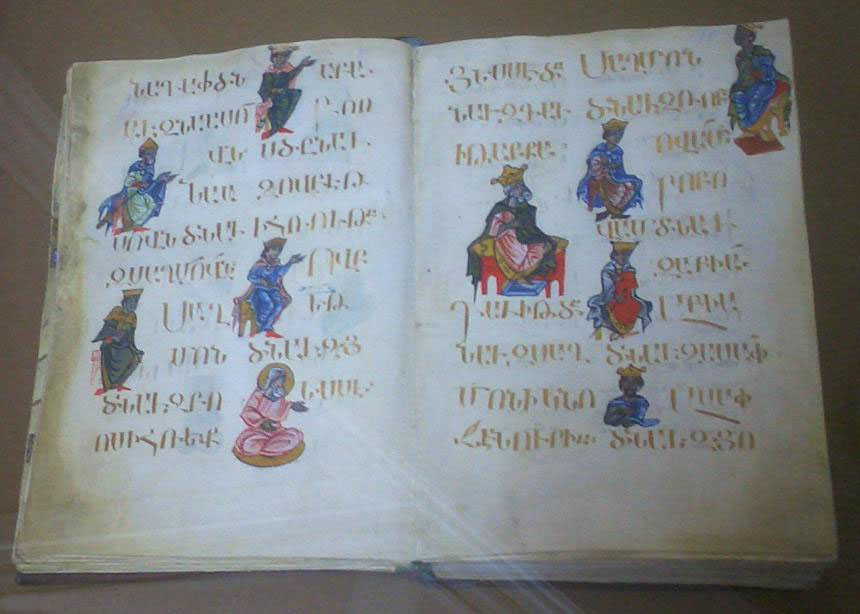
Manuscrito armenio de 1337, hecho por Avag en Sultanía / Tabriz.
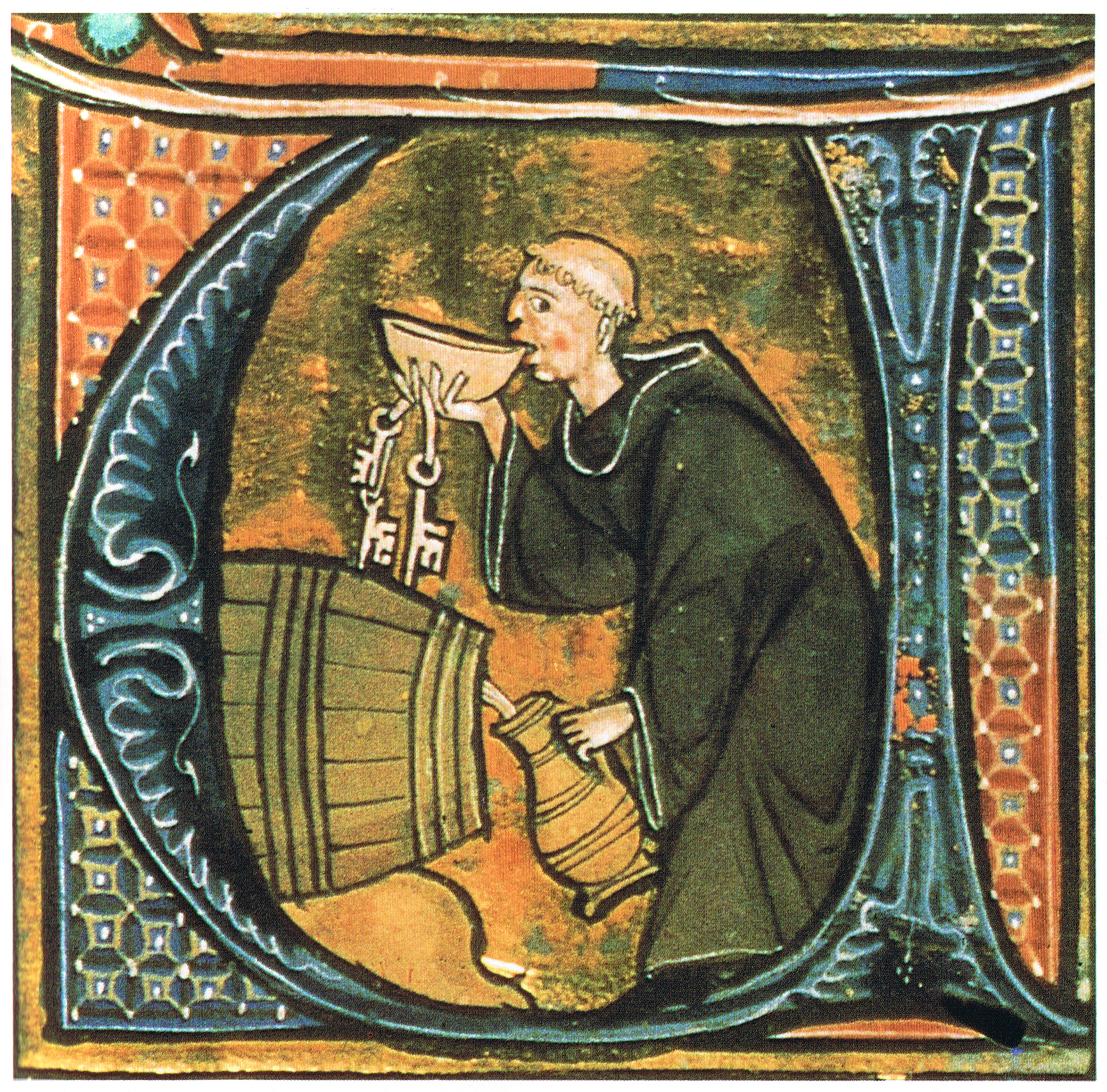
Un monje celador catando vino de un barril mientras llena una jarra. De Li Livres dou Santé por Aldobrandino de Siena (Francia, fines del Siglo XIII).
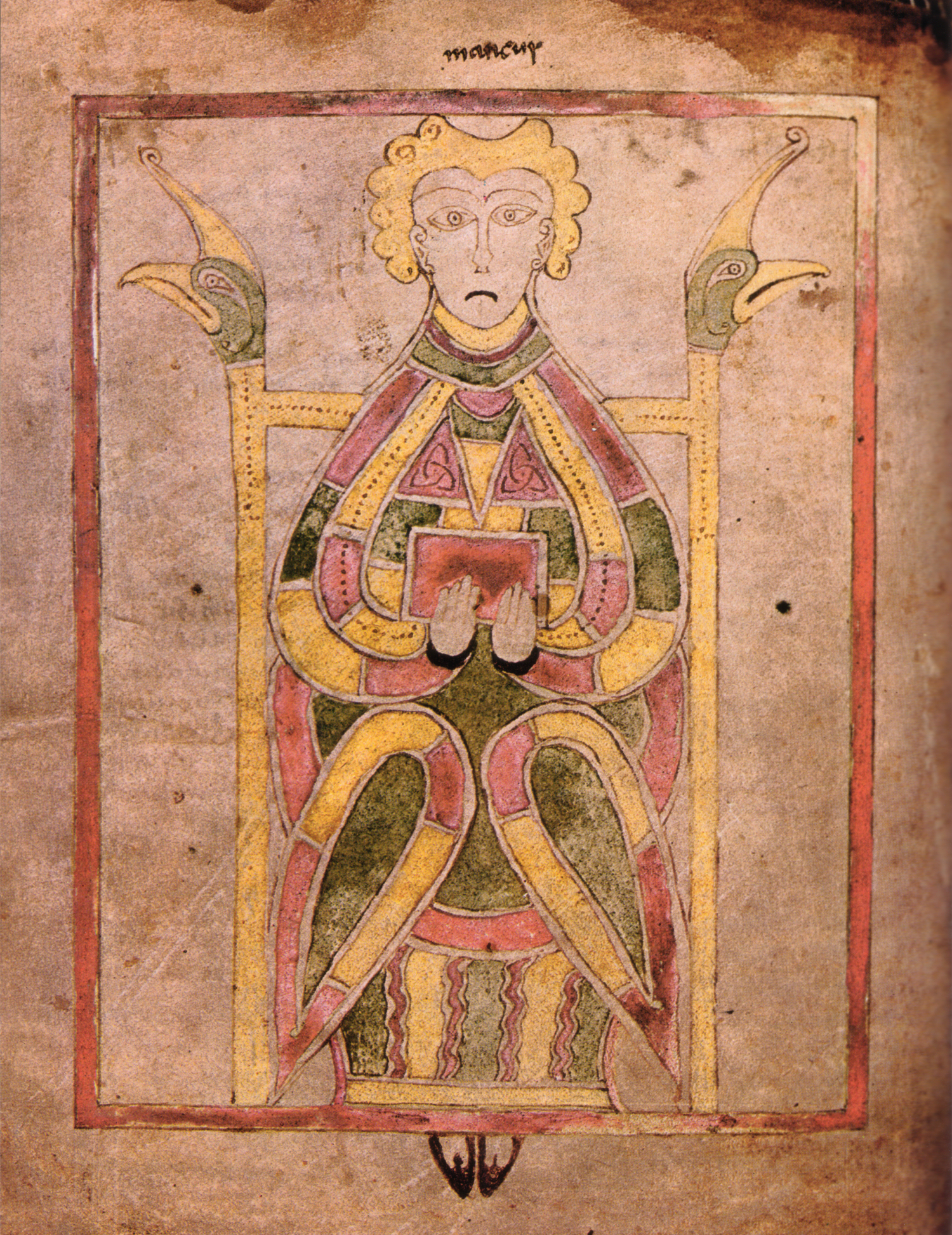
Libro de Dimma, un Evangeliario irlandés de bolsillo del siglo VIII.